# James Patterson (acteur)
Pour les articles homonymes, voir Patterson.
Ne pas confondre avec l'écrivain américain James Patterson (né en 1947).
James Patterson, né le 29 juin 1932 à Derry (Pennsylvanie), et mort le 19 août 1972 à New York (État de New York), est un acteur américain.

## Biographie
Au théâtre, James Patterson joue notamment à Broadway (New York) dans six pièces, la première en 1958, la dernière en 1969. Mentionnons Témoignage irrecevable (en) de John Osborne (1965-1966, avec Valerie French, lui-même jouant en alternance avec Nicol Williamson) et L'Anniversaire d'Harold Pinter (1967-1968, avec Ed Flanders et Ruth White) ; L'Anniversaire lui permet de gagner en 1968 un Tony Award du meilleur second rôle masculin dans une pièce. À noter qu'il joue aussi une fois à Londres en 1960, dans Tomorrow – With Pictures! d'Anthony Creighton et Bernard Miller.
Au cinéma, il contribue à cinq films américains, depuis Lilith de Robert Rossen (1964, avec Jean Seberg dans le rôle-titre et Warren Beatty) jusqu'à Silent Night, Bloody Night (en) de Theodore Gershuny (avec Patrick O'Neal et Mary Woronov) ; ce dernier sort en novembre 1972, après sa mort prématurée en août précédent, à 40 ans, des suites d'un cancer. Citons également Dans la chaleur de la nuit de Norman Jewison (1967, avec Sidney Poitier et Rod Steiger) et Un château en enfer de Sydney Pollack (1969, avec Burt Lancaster et Patrick O'Neal).
À la télévision américaine enfin, James Patterson apparaît dans vingt-deux séries à partir de 1959, dont Les Accusés (trois épisodes, 1962-1964), La Grande Vallée (un épisode, 1965) et Mission impossible (sa dernière série, deux épisodes, 1969). S'ajoutent deux téléfilms, respectivement diffusés en 1967 (une adaptation du Conte d'hiver de William Shakespeare) et 1970.
James Patterson est décédé d'un cancer à l'âge de 40 ans en 1972 à New York. Il laissait derrière lui son épouse Rochelle et son fils John.

## Théâtre
(à Broadway, sauf mention contraire)
- 1958 : La Puissance et la Gloire (The Power and the Glory), adaptation par Graham Greene du roman éponyme de Pierre Bost et autres : un étranger
- 1959 : La Ruse du petit maître (The Beaux Stratagem) de George Farquhar : un serviteur
- 1960 : Tomorrow – With Pictures! d'Anthony Creighton et Bernard Miller (à Londres)
- 1964 : Conversation at Midnight d'Edna St. Vincent Millay, mise en scène de Robert Gist : Carl
- 1965-1966 : Témoignage irrecevable (Inadmissible Evidence) de John Osborne, mise en scène d'Anthony Page : Bill Maitland (en alternance avec Nicol Williamson)
- 1967-1968 : L'Anniversaire (The Birthday Party) d'Harold Pinter, mise en scène d'Alan Schneider : Stanley
- 1969 : The Wrong Way Light Bulb de Leonard Spigelgass : Harold Axman

## Filmographie

### Cinéma (intégrale)
- 1964 : Lilith de Robert Rossen : Dr Lavrier
- 1967 : Dans la chaleur de la nuit (In the Heat of the Night) de Norman Jewison : Lloyd Purdy
- 1969 : Un château en enfer (Castle Keep) de Sydney Pollack : Elk
- 1971 : A Fable d'Al Freeman Jr. : le mari
- 1972 : Silent Night, Bloody Night (en) (ou Night of the Dark Full Moon) de Theodore Gershuny : Jeffrey Butler

### Télévision (sélection)
(séries)
- 1961 : Route 66, saison 2, épisode 8 A Bridge Across Five Days de Richard Donner : Paul Guin
- 1962-1963 : Naked City
  - Saison 3, épisode 28 Strike a Statue (1962) de John Newland : Carver
  - Saison 4, épisode 25 Stop the Parade! A Baby Is Crying! (1963) : Phil North
- 1962-1964 : Les Accusés (The Defenders)
  - Saison 2, épisode 5 The Unwanted (1962) : Barney LeMay
  - Saison 3, épisode 8 Loophole (1963 - Don Franks) de Charles S. Dubin et épisode 22 Survival (1964 - le pasteur) de Tom Gries
- 1964 : East Side/West Side, saison unique, épisode 18 Don't Grow Old d'Herschel Daugherty : Fred Cameron
- 1965 : La Grande Vallée (The Big Valley), saison 1, épisode 4 L'Étalon noir (Young Marauders) de Paul Wendkos : Jamie Drumm
- 1966 : Brigade criminelle (Felony Squad), saison 1, épisode 7 The Immaculate Killer de Seymour Robbie : Peter Holland
- 1967 : Flipper le dauphin (Flipper), saison 3, épisode 21 Dauphin un jour (A Dolphin in Time) : Scott Emson
- 1968 : Hawaï police d'État (Hawaii Five-0), saison 1, épisode 9 Les Voies de l'amour (The Ways of Love) de Charles S. Dubin : Dave Barca
- 1968 : Bonanza, saison 10, épisode 14 Un témoin à abattre (A World Full of Cannibals) : Charles Ball
- 1969 : Mission impossible (Mission: Impossible)
  - Saison 3, épisode 15 Le Système (The System) de Robert Gist : Johnny Costa
  - Saison 4, épisode 9 Le Bouddha de Pékin (The Double Circle) : Victor Laszlo

## Récompense
- 1968 : Tony Award du meilleur second rôle masculin dans une pièce, gagné pour L'Anniversaire.